# أندريس فاسكيز
أندريس فاسكيز (بالإسبانية: Andrés Vásquez)‏ هو لاعب كرة قدم بيروفي في مركز الوسط، ولد في 16 يوليو 1987 في ليما في بيرو. شارك مع منتخب السويد تحت 17 سنة لكرة القدم ومنتخب السويد تحت 19 سنة لكرة القدم ومنتخب السويد تحت 21 سنة لكرة القدم. أما مع النوادي، فقد لعب مع نادي زيورخ ونادي غراسهوبر زيوريخ ونادي غوتبورغ ونادي هكن ونادي ويل.

## وصلات خارجية
- أندريس فاسكيز على موقع اتحاد السويد (السويدية)
- أندريس فاسكيز على موقع قاعدة بيانات كرة القدم.إي يو (الإنجليزية)
- أندريس فاسكيز على موقع عالم كرة القدم.نت (الإنجليزية)